# Aguelmous (kommun)
Aguelmous (franska: Aguelmous (CR), Aguelmous (Commune Rurale), arabiska: سيدي عمرو) är en kommun i Marocko.   Den ligger i provinsen Khénifra och regionen Béni Mellal-Khénifra, i den nordöstra delen av landet, 130 km sydost om huvudstaden Rabat. Antalet invånare är 24 459.